# Гларус (мануфактура)
Московская текстильная мануфактура «Гларус» — дореволюционная швейцарско-российская компания. Полное наименование — Акционерное общество московской текстильной мануфактуры Гларус. Штаб-квартира компании располагалась в городе Гларус.

## История

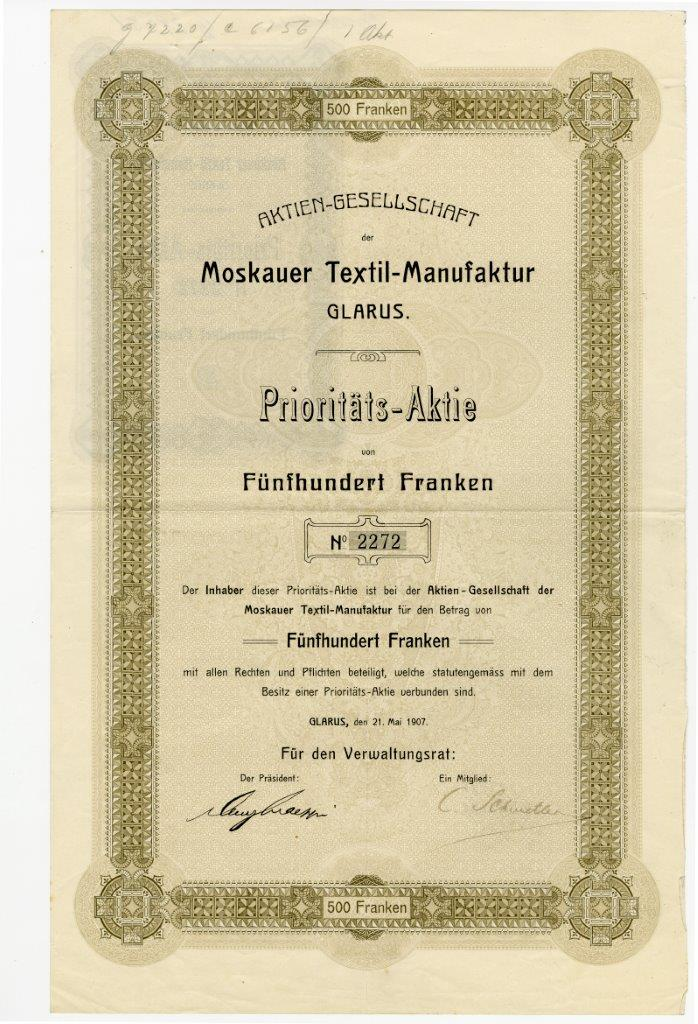
Акция привилегированная в 500 швейцарских франков Акционерного общества московской текстильной мануфактуры Гларус. Г. Гларус, 1907 г.

Компания основана весной 1900 г. в швейцарском городе Санкт-Галлен, после того как трое известных местных предпринимателей — К. Енни, Ф. Шиндлер-Енни и Ф. Ертли-Енни, вдохновленные небывалым подъемом текстильной промышленности в России 1890-х гг., решили осуществить собственную экспансию на российский рынок. Изначально новая компания называлась «Акционерным обществом Московской текстильной мануфактуры». Спустя некоторое время, после переезда Правления акционерного общества на родину учредителей в г. Гларус, компания получила свое окончательное название — Акционерное общество Московской текстильной мануфактуры Гларус.
В начале лета 1900 г. Общество Московской мануфактуры Гларус приобрело текстильную фабрику в с. Ваулино Переяславского уезда Владимирской губернии (ныне Сергиево-Посадский район Московской обл.), а также приступило к развертыванию прядильного и ткацкого производства в подмосковном Серпухове.
В 1907 г. Общество Московской мануфактуры Гларус поглотило другую швейцарскую компанию, представленную на российском рынке — «Анонимное общество в Цюрихе для русской хлопчатобумажной промышленности», владевшую текстильным производством в г. Зарайск Рязанской губ.. К 1909 г. основной капитал объединенного общества составил внушительную сумму в 10 млн фр.
Несмотря на то что, после пожара предприятие в с. Ваулино не подлежало восстановлению, дела швейцарской компании в России уверенно шли в гору. Производственные мощности Акционерного общества Московской текстильной мануфактуры Гларус были оснащены английским оборудованием и швейцарскими паровыми машинами. В качестве сырья для прядильного и ткацкого производств использовался американский и среднеазиатский хлопок.
К 1916 г. доля швейцарских акционеров составила 93 % основного капитала компании, размер которого достиг 12 млн фр., что ни коим образом не оказывало негативное влияние на развитие экономики России: предприятия исправно платили налоги в российскую казну, оборотные средства компании размещались в российских банках, фабрики предоставляли рабочие места российским рабочим. В годы Первой мировой войны фабрики общества Гларус выполняли заказы на поставку продукции в действующую Русскую армию.
В результате революционных потрясений к 1919 г. предприятия Акционерного общества московской текстильной мануфактуры Гларус были национализированы, швейцарской компании пришлось свернуть свою деятельность в России.